# Skellefteå Innebandy IF
Skellefteå Innebandy IF  är en innebandyklubb i Skellefteå i Sverige, bildad 1986. Damlaget debuterade i SSL säsongen 2006/2007 season.

### Fotnoter
1. ↑  ”Skellefteå Innebandy IF”. Svenska Innebandyförbundet. Arkiverad från originalet den 20 december 2013. https://web.archive.org/web/20131220165659/http://www.innebandy.se/templates/ida/ClubInfo.aspx?PageId=&OrganizationsID=509&epslanguage=SV. Läst 20 december 2013.
2. ↑  ”Skellefteå Innebandy IF damer”. Svenska Innebandyförbundet. http://issuu.com/innebandy.se/docs/dske. Läst 10 februari 2015.